# 小西康裕 (工学者)
小西 康裕（こにし やすひろ、1954年12月 - ）は、日本の工学者。工学博士・大阪府立大学教授。
東京農工大学工学部を卒業した後、大阪府立大学で修士課程および博士課程を修了。現在、大阪府立大学大学院工学研究科物質・化学系専攻化学工学分野に所属。微粒子素材の創製、金属資源のバイオ処理、異相系反応を主な研究領域とする。
最近では、工場排水に含まれるレアメタルを回収するため、微生物の「呼吸」を利用する方法の開発で脚光を浴びる。これは、従来の手法と比較して作業時間と費用の削減が可能な利点があり、資源価格高騰に対する解決策として期待されている。

## 著書
- 微生物資源工学(分担執筆), コロナ社, 1996
- Principles of Gas Desorption from Liquids, Gulf Publishing, 1990